# Керн (дворянский род)
Керн — русский дворянский род, происходящий из Англии, откуда его предки при Карле II переселились частично в Пруссию, частично в Россию.
Керн, Ермолай Фёдорович (1765—1841) с отличием служил в Отечественную войну 1812 года, затем был генерал-лейтенантом; его жена — Анна Петровна Керн, дочь Екатерина Ермолаевна. Род Керн был внесён в родословную книгу Черниговской губернии.
Другой род Керн происходит от польского подполковника Георгия Вассельрод фон Керн, получившего звание стольника поморского в 1672. Его потомство было внесено в VI часть родословной книги Витебской губернии Российской империи.
Третий род — потомство Эдуарда Эдуардовича Керна (1855—1938) — лесовода-дендролога, специалиста по прикладной ботанике и сельскохозяйственной мелиорации.
- Его сын, архимандрит Киприан (Керн) (Константин Эдуардович; 1899—1960) — православный священнослужитель (в юрисдикции Русской православной церкви за границей, затем Константинопольского патриархата), богослов, церковный историк.

## Описание герба
В серебряном щите четыре соединенных наподобие Андреевского креста дубовых листа, украшенных в промежутках четырьмя желудями и обремененных в центре четырёхлистным клевером.
На щите дворянский коронованный шлем. Нашлемник: три страусовых пера: среднее — зелёное, крайние серебряные. Намёт на щите зелёный, подложенный серебром. Герб Эдуарда Керна внесен в Часть 18 Общего гербовника дворянских родов Всероссийской империи, стр. 94.

## Известные носители
Члены дворянского рода:
- Керн, Анна Петровна (1800—1879) — урождённая Полторацкая (первый муж — Е. Ф. Керн), воспета Пушкиным в стихотворении «Я помню чудное мгновенье…».
- Керн, Георгий Фёдорович (1864—1905) — русский морской офицер, капитан 2-го ранга, герой Цусимского сражения.
- Керн, Екатерина Ермолаевна (1818—1904) — дочь А. П. и Е. Ф. Керн, муза М. И. Глинки, мать географа и океанографа Ю. М. Шокальского.
- Керн, Ермолай Фёдорович (1765—1841) — русский военачальник, генерал-лейтенант, участник войн против Наполеона.
- Киприан (Керн) (Константин Эдуардович; 1899—1960) — православный священнослужитель (в юрисдикции Русской православной церкви за границей, затем Константинопольского патриархата), богослов, церковный историк.
- Керн, Фёдор Сергеевич (1817—1890) — русский адмирал, участник Крымской войны.
- Керн, Эдуард Эдуардович (1855—1938) — директор Санкт-Петербургского лесного института, член совета министра земледелия Российской империи, тайный советник, удостоен потомственного дворянства.